# 银丁坂银矿遗址
银丁坂银矿遗址，位于中国福建省大田县前坪乡黎明村大石磨山，是一处宋至明时期的冶银遗址。遗址面积长约1000米，宽约600米。遗址所在地东边的山脚下保留有当时分选矿物平台，长30米，宽10米，高约5米；以及窑炉、作坊等遗迹。在该山的西北面保留原始采矿洞，洞口宽2米，高1.8米，洞深近百米，分上下二层，现保存完好。遗址东面坡地上保留有用毛石垒砌的五级开采面的作坊区遗迹。遗址周边到处可见银矿矿渣、碾石作访、水沟、淘洗池、桥墩等遗迹。附属文物有陈龙山墓、陈氏祖祠。2009年11月16日公布为第七批福建省文物保护单位。